# Assemblée nationale constituante (Deuxième République)

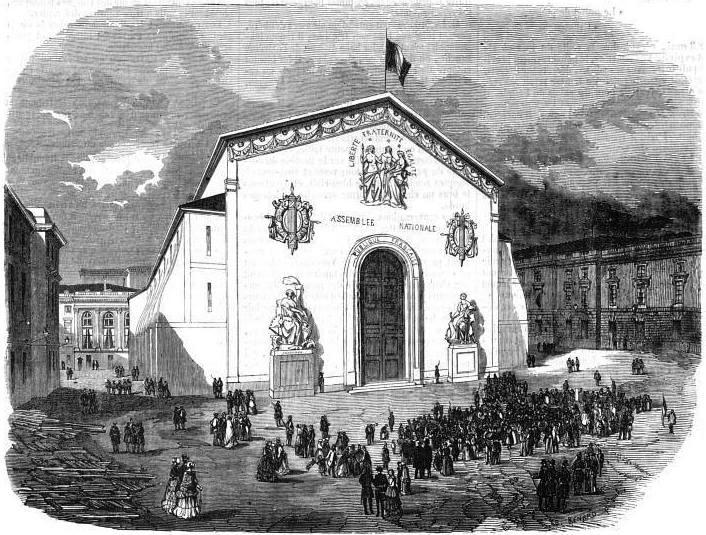
Vue extérieure de la salle construite en mars 1848 (Dessin de E. Renard).

Pour les autres articles nationaux ou selon les autres juridictions, voir Assemblée nationale.
Pour les autres articles nationaux ou selon les autres juridictions, voir Assemblée constituante.
Pour les articles homonymes, voir Assemblée nationale constituante.
L'Assemblée nationale constituante est, en France, une assemblée constituante issue des élections du 23 avril 1848 (les premières au suffrage universel masculin depuis 1792). Elle siège du 4 mai 1848 au 26 mai 1849. Dotée de pouvoirs constituants, elle élabore et vote le texte de la Constitution de la Deuxième République. Elle désigne et contrôle les différents gouvernements qui se succèdent en 1848 et 1849 : la Commission exécutive, le gouvernement du général Cavaignac et le premier gouvernement Odilon Barrot.

## Les élections à l'Assemblée

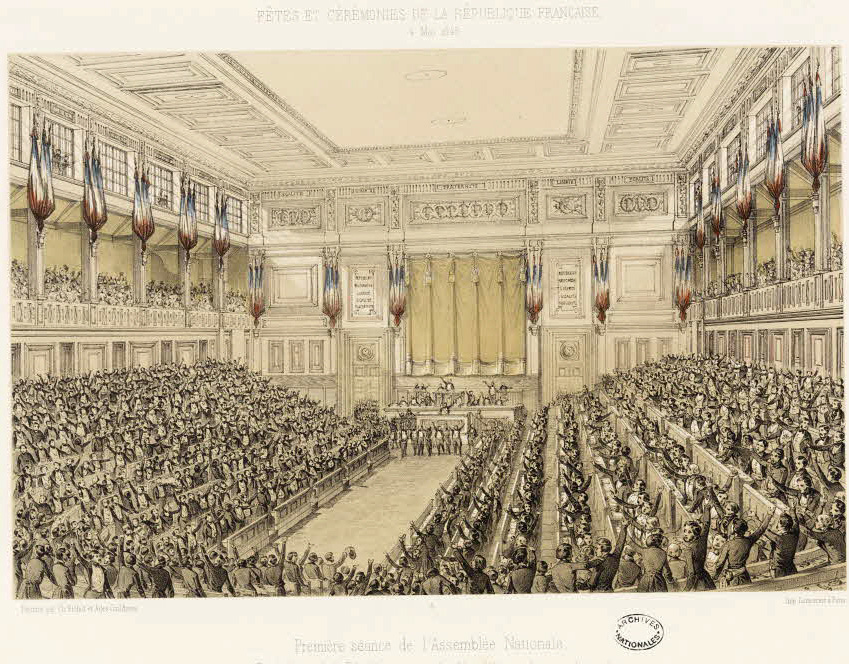
Gravure. Fêtes et cérémonies de la République française. 4 mai 1848. Première séance de l'Assemblée Nationale. Proclamation de la République unie et indivisible par les représentants du peuple. Dessin par Ch. Fichot et Jules Gaildrau, archives nationales.

La campagne électorale met fin à l'unanimisme politique qui prévalait depuis le 24 février 1848. Après la proclamation provisoire de la République et la formation du Gouvernement provisoire, les authentiques républicains (les républicains de la veille), assez peu nombreux, sont divisés sur les dimensions sociales à donner à la nouvelle République. Les républicains modérés (Lamartine, Ledru-Rollin, François Arago), partisans de réformes politiques freinent les réformes sociales prônées par les républicains socialistes (Louis Blanc). Ils sont rejoints par les républicains du lendemain, monarchistes légitimistes satisfaits du renversement de l'« usurpateur » orléaniste et orléanistes de l'opposition dynastique favorables à une monarchie parlementaire moins censitaire. Ils attendent des jours meilleurs pour rétablir la monarchie de leurs désirs. Ils sont hostiles à toutes mesures qui amélioreraient le sort des classes populaires.
Pour faire face aux besoins financiers, le gouvernement institue le 16 mars l'impôt des 45 centimes (45 centimes additionnels pour un franc d'impôt!) qui lui aliène le soutien des propriétaires fonciers ruraux (les dégrèvement accordés aux moins fortunés ne rétablissent pas la confiance). Les républicains de la veille sont conscients du danger pour la jeune République que crée l'institution du suffrage universel masculin. Il donne la majorité écrasante aux ruraux encore peu touchés par les idées républicaines et qui sont sous l'emprise économique des notables provinciaux ("not'maitre") et la direction idéologique du clergé concordataire soumis à ses évêques. Aussi le 17 mars, à Paris, une manifestation républicaine impose au gouvernement le report des élections de quinze jours (pour le 23 avril). Le 16 avril, une nouvelle manifestation parisienne pour obtenir un délai supplémentaire est brisée par le ministre de l'Intérieur le républicain Ledru-Rollin s'appuyant sur la Garde nationale issue des quartiers bourgeois de la capitale.
L'Église catholique mobilise fortement le clergé paroissial pour qu'il défende les revendications des libertés religieuses dans l'enseignement et dans l'organisation de l'Église catholique (possibilité des synodes et des conciles nationaux, le salaire des prêtres). Les républicains radicaux s'appuient sur l'administration, que le gouvernement provisoire a en partie renouvelée et les instituteurs. Les clubs sont regroupés dans le Club des clubs qui dispose d'environ 500 agents électoraux. Les socialistes présentent 34 candidats sévèrement sélectionnés, parmi lesquels 20 ouvriers. Mais les républicains sont divisés entre candidats soutenus par le journal La Réforme et ceux soutenus par le journal Le National. Cependant, de nombreux électeurs sont analphabètes et beaucoup ne connaissent pas la langue française (ils utilisent le patois ou l'occitan, le breton, le basque…).
Les élections ont lieu le 23 avril (le jour de Pâques) au scrutin départemental de liste. Les listes ne sont pas bloquées et les électeurs peuvent rajouter des noms. Les candidats peuvent se présenter dans plusieurs départements, car il n'y a pas d'obligation de résidence. L'élu devra opter pour un siège, d'où des élections complémentaires obligatoires par la suite. Dans de nombreux villages les électeurs sont allés voter au chef-lieu de canton, en cortège, curé en tête. La campagne (les paysans) encercle donc politiquement la petite ville (bourgeois et artisans). La participation est massive (84 % de votants). Il n'y a que 200 députés ayant déjà siégé dans les assemblées des régimes précédents. Les nouveaux élus se recrutent presque exclusivement dans la bourgeoisie (il y a 410 juristes) et la noblesse. Il n'y a aucun paysan et les ouvriers et artisans ne sont qu'une quinzaine sur 800 élus. La nouvelle assemblée compte près de 300 monarchistes camouflés en républicains du lendemain, comme les légitimistes (une centaine) Berryer, le comte de Falloux trois évêques ou les orléanistes (environ 200) tels Odilon Barrot, et Charles de RémusatIl y a trois "impériaux" élus (deux Bonaparte et un Murat). Il y a environ 500 républicains de la veille (les radicaux et les socialistes (1 élu Barbès) ne sont qu'une centaine). La déception est telle que des affrontements entre partisans des listes républicaines et "camouflés" ont lieu à Rouen, Limoges, à Issoudun... Désormais il est clair que la province dicte politiquement sa loi.

## Politique de l'Assemblée nationale

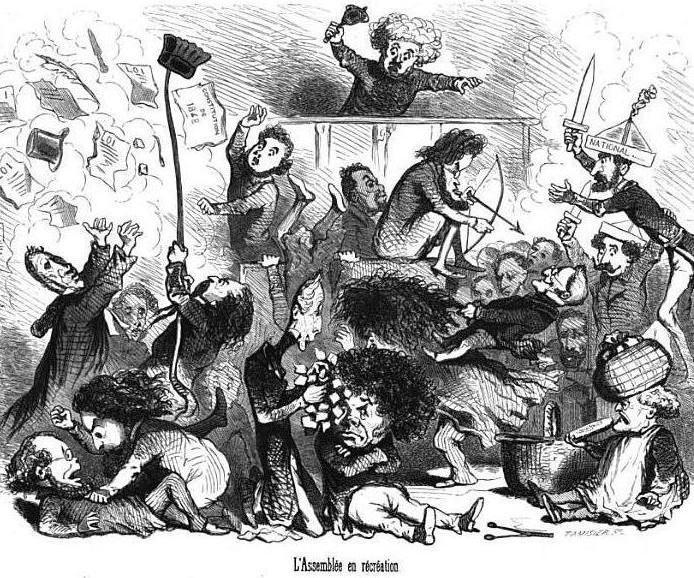
L'Assemblée constituante vue par le caricaturiste Cham.

Daniel Stern souligne la force de l'Assemblée après son élection :

« Jamais peut-être, depuis l'établissement des gouvernements libres, aucune assemblée politique n'avait possédé une force de situation et d'opinion comparable à celle dont l'Assemblée nationale constituante se voyait investie lorsqu'elle ouvrit solennellement ses débats, le 4 mai 1848. Derrière elle, pour la soutenir, la nation entière dont elle était issue par le suffrage universel, exercé pour la première fois dans toute son extension, avec une liberté parfaite et un ordre admirable. Devant elle, table rase. Plus un seul pouvoir debout pour partager son initiative, limiter ses droits ou résister à ses volontés ; par un veto pour en suspendre l'application. Ni roi, ni princes, ni cour, ni ministres, pour lutter avec elle de ruse ou d'audace. Rien qui pût seulement la distraire de son omnipotence incontestée. »

Réunie le 4 mai 1848 dans la « salle de carton » construite pour accueillir le grand nombre de députés, l'assemblée souhaite se débarrasser de « l'hypothèque rouge ». Elle élit un nouveau gouvernement la Commission exécutive. Cela permet d'éliminer les socialistes Louis Blanc et Albert qui siégeaient dans le Gouvernement provisoire. Ledru-Rollin ne doit son maintien qu'au soutien de Lamartine soucieux d'éviter une coupure trop importante des républicains. Ce nouveau gouvernement a peu d'autonomie face à l'assemblée. Le 10 mai elle refuse la proposition de Louis Blanc de créer un ministère du travail et se contente d'instituer une commission d'enquête sur le sort des travailleurs. Elle interdit les délégations des clubs pour déposer des motions à l'Assemblée. Le 15 mai, elle profite de l'échec d'une manifestation républicaine en faveur de la Pologne pour faire arrêter les chefs républicains Blanqui, Raspail, Barbès et Albert.
Aux élections complémentaires du 4 juin (40 députés à élire), le camp conservateur (Parti de l'Ordre) se renforce : sont élus, chacun dans 4 départements différents, Thiers et Louis-Napoléon Bonaparte (qui, confronté à une forte opposition républicaine, renonce à son siège). Mais à Paris les démocrates et les socialistes ont des élus : Proudhon et Pierre Leroux. Ainsi confortée, la majorité conservatrice décide d'abolir les Ateliers nationaux un des principaux symboles de la Révolution de février. Elle obtient que le gouvernement les ferme le 21 juin. Les classes populaires de Paris qui, dès le lendemain, se soulèvent contre cette décision sont écrasées dans le sang par l'armée, la Garde nationale et la Garde mobile sous les ordres du général républicain Louis Eugène Cavaignac. Les insurgés prisonniers sont déportés en Algérie sans jugement. Aux élections du 17 septembre les conservateurs se renforcent de nouveau: il y a 15 monarchistes sur 17 élus (dont Louis-Napoléon Bonaparte qui décide alors de venir siéger).
Le 29 juin, le général Cavaignac, à qui l'Assemblée avait remis les pleins pouvoirs pour faire face à l'insurrection, est élu président du Conseil des ministres et forme un nouveau gouvernement composé en grande partie de républicains modérés. Ces derniers tentent de mettre sur pied une république conservatrice. L'assemblée appuie les mesures gouvernementales qui visent à éliminer l'opposition républicaine radicale : l'état de siège est maintenu, les chefs insurgés sont traduits devant une Haute Cour de justice. Les 9 et 11 août l'assemblée vote des lois très restrictives sur la presse (extension des délits de presse et aggravation des peines encourues, augmentation du cautionnement). L'assemblée met sur pied une commission d'enquête visant Lamartine, Ledru-Rollin, Louis Blanc et Caussidière qui doivent s'expliquer sur leur rôle pendant l'insurrection de juin et de détournement de fonds publics. Ils parviennent à se disculper. Les ateliers nationaux sont dissous le 3 juillet et la journée de travail est augmentée d'une heure. Cette politique approuvée par les catholiques provoque la rupture entre l'Église catholique et le monde ouvrier.
Dès le 17 mai, l'assemblée crée un Comité de Constitution de 18 membres. Les discussions fournies permettent le dépôt d'un projet le 30 août. La discussion se déroule à partir du 4 au 21 octobre, puis après un nouveau renvoie en commission, la constitution est adoptée le 4 novembre 1848. Dès le 6 octobre s'ouvre la campagne électorale en vue d'élire le président de la République. Dans chaque camp les députés se mobilisent pour soutenir leur champion. Le 12 octobre l'assemblée refuse le projet gouvernemental d'envoyer dans les départements des représentants devant expliquer la politique gouvernementale (ce qui aurait avantagé la candidature de Cavaignac, candidat des républicains modérés). Le camp des conservateurs (monarchistes ou républicains) se divise alors, une grande partie du Parti de l'Ordre soutient Louis-Napoléon Bonaparte.
Les résultats de l'élection présidentielle du 10 décembre 1848 convainquent le parti de l'Ordre que les républicains (modérés et radicaux confondus) ne sont pas suivis par la majorité de l'électorat. Aussi, il impose au nouveau président de la République Louis-Napoléon Bonaparte un ministère formé surtout de monarchistes dirigés par Odilon Barrot. L'assemblée soutient la mise en chantier de la réforme de l'enseignement proposée par le ministre de l'Instruction publique, le comte de Falloux. En revanche, l'Élysée, comme le parti de l'Ordre, souhaitent dissoudre l'Assemblée pour éviter que celle-ci fasse plus que donner à la France une constitution et quelques lois organiques fondamentales. Dans un premier temps, le 26 décembre, le général royaliste Changarnier est nommé commandant de l'armée de Paris. Puis, des rumeurs confuses et de vagues menaces d'émeutes permettent des mouvements de troupes qui suffisent à intimider l'Assemblée et à la forcer, le 29 janvier 1849, à s'auto-dissoudre. Des élections législatives auront lieu le 19 mars 1849 en vue de former l'Assemblée législative, prévue dans la Constitution (en fait les élections seront, in-extremis, reportées au 13 mai). Avant de disparaître l'assemblée tente de résister à la politique anti-républicaine menée par le ministre de l'Intérieur Léon Faucher, qui veut faire interdire les clubs politiques républicains (projet rejeté le 27 janvier mais finalement accepté le 24 mars). Les républicains avancés surmontent la difficulté pour faire la campagne électorale en vue des élections législatives en créant, après dissolution de la Solidarité républicaine, un comité démocratique-socialiste. Le 28 décembre 1848 elle vote, contre l'avis du gouvernement, la diminution de l'impôt sur le sel, qui était demandée dans les régions d'élevage. Par contre, mais pour des motifs opposés les "partis politiques" de l'assemblée votent, le 16 avril 1849, l'envoi d'un corps expéditionnaire à Rome. Pour les Républicains il s'agit de défendre la toute jeune République romaine créée après la fuite du pape Pie IX, république qui est menacée par le retour offensif des armées autrichiennes en Italie du Nord et centrale. Pour le parti de l'Ordre, il s'agit d'aider militairement le pape à recouvrer son pouvoir absolu dans les États pontificaux. Fin avril, il apparaît que l'armée française attaque la république romaine, les républicains obtiennent, le 30 avril, que l'Assemblée vote le blâme du gouvernement (328 voix pour, 241 contre). Par contre le 11 mai, la demande de mise en accusation du gouvernement présentée par Ledru-Rollin, n'est pas acceptée. L'expédition de Rome trouvera une issue le 4 juillet, par la défaite militaire de la République romaine.